# استفتاء الدنمارك بشأن سياسة التحفظ الدفاعي
أقيم في الأول من حزيران/يونيو 2022 في دولة الدنمارك استفتاء شعبي لرفع سياسة التحفظ الدفاعي، وهي بند كان يعفي الدنمارك من المشاركة في السياسة الدفاعية المشتركة للاتحاد الأوروبي. قام هذا الاستفتاء الدستوري على خلفية الغزو الروسي لأوكرانيا، وصوَّت المواطنون الدنماركيون بأغلبية واضحة لصالح رفع سياسة التحفظ الدفاعي.

## خلفية
بعد رفض معاهدة ماستريخت في استفتاء 1992، جرى التوصل لاتفاق إدنبره، والذي أعطى الدنمارك الحق في عدم المشاركة في عدة التزامات، من بينها الشؤون الدفاعية. وهذا يعني أن الدنمارك لا تشارك في السياسة الأمنية والدفاعية المشتركة للاتحاد الأوروبي ولا تشارك في العمليات العسكرية للاتحاد الأوروبي. وبالإضافة إلى ذلك، لا تشارك الدنمارك في عملية صنع القرار المتعلق بالشؤون الدفاعية.
يُعدُّ هذا الاستفتاء هو الثالث فيما يخص الالتزامات الخارجية، ففي عام 2000 رفض المواطنون الدنماركيون تبني اليورو عملة وطنية، وفي 2015 رفضوا اقتراحًا بشأن تعديل القوانين والنظام القضائي. على الناحيّة الأخرى وحتى يُرفض موضوع الاستفتاء ينبغي أن ترفضه أغلبية المصوتين وأن يمثل هؤلاء المصوتون نسبة لا تقل عن 30% من الناخبين، إلا أن الأحزاب اتفقت على أن نتيجة هذا الاستفتاء يجب أن تُعتمد بغض النظر عن نسبة المشاركين.

## الحملة
وُقع الاتفاق الدفاعي وقدمه قادة أحزاب الديمقراطيين الاجتماعيين، فينسترا، واليسار الأخضر (حزب الشعب الاشتراكي)، والحزب الليبرالي الاجتماعي والحزب المحافظ. وتبنت الأحزاب الاتفاق، الذي تضمن زيادة الإنفاق الدفاعي، والسعي إلى إنهاء اعتماد البلاد على الغاز الروسي. حزبا التحالف الليبرالي والديمقراطيين المسيحيين تبنيا خيار نعم أيضًا، وكذلك صوت الديمقراطيون الخضر لكنهم لم يوصوا الناخبين بإحدى الخيارين.
أحزاب الشعب الدانماركي واليمين الجديد والمحافظين الشباب وتحالف أحمر-أخضر رفضوا رفع سياسة التحفظ الدفاعي ودعوا الناخبين للتصويت بلا.
نشرت وزارة الخارجية الدانماركية في 30 آذار/مارس مشروعي قانون لتنظيم الاستفتاء والانضمام إلى السياسة المشتركة للأمن والدفاع، فانتقد تحالف أحمر-أخضر نصّ سؤال الاستفتاء الذي لم يتضمن اسم الاتحاد الأوروبي ولم يشر إلى سياسة الخروج (التحفظ الدفاعي). دافع وزير الخارجية يبي كوفود عن نص سؤال الاستفتاء مشيرًا إلى أن التصويت هو على الانضمام إلى الدول 26 الأعضاء في الاتحاد الأوروبي، لكن جرى تغيير النص في وقت لاحق ليُصبح «هل تصوت لصالح أو ضد مشاركة الدنمارك في السياسة الأوروبية للأمن والدفاع بإلغاء التحفظ الدفاعي؟».

## ردود الفعل
رحبت رئيسة المفوضية الأوروبية أورسولا فون دير لاين ورئيس المجلس الأوروبي شارل ميشال بنتيجة الاستفتاء.

## الملاحظات
1. ↑  بالدنماركية: Stemmer du ja eller nej til, at Danmark kan deltage i det europæiske samarbejde om sikkerhed og forsvar ved at afskaffe EU-forsvarsforbeholdet? (Forslag til lov om Danmarks deltagelse i det europæiske samarbejde om sikkerhed og forsvar)

 هل تصوت بنعم أم لا على مشاركة الدانمارك في التعاون الأوروبي في مجال الأمن والدفاع بإلغاء تحفظ الاتحاد الأوروبي الدفاعي؟ (اقتراح لقانون بشأن مشاركة الدانمارك في التعاون الأوروبي في مجال الأمن والدفاع) .